# ایور براون (بازیکن فوتبال)
ایور براون (انگلیسی: Ivor Brown؛ ۱ آوریل ۱۸۸۸ – ۱۹۶۶ (۷۷−۷۸ سال)) بازیکن فوتبال اهل بریتانیا بود.
از باشگاه‌هایی که در آن بازی کرده‌است می‌توان به باشگاه فوتبال تاتنهام هاتسپر، باشگاه فوتبال کاونتری سیتی، باشگاه فوتبال سوانزی سیتی، و باشگاه فوتبال ردینگ اشاره کرد.